# Homberger SV
Homberger SV – niemiecki klub piłkarski z siedzibą w mieście Duisburg, w kraju związkowym Nadrenia Północna-Westfalia, działający w latach 1903–1969.

## Historia
Klub został założony w 1903 roku jako Teutonia Homberg, w 1910 połączył się z Moerser SV tworząc Grafschafter SV Moers po czym w 1911 odłączył się jako Homberger SV. W 1919 połączył się z Preussen 1908 Homberg.
W 1945 klub został rozwiązany i na nowo założony jako Homberger SV. W 1969 połączył się z SpVgg Hochheide tworząc VfB Homberg.

## Sezony
- 1947/48 (II) Landesliga Niederrhein Gruppe 3. 9 miejsce (spadek do Bezirksligi Niederrhein)
- 1948/49 (III) Bezirksliga Niederrhein ? miejsce (przeniesiony do Landesligi Niederrhein)
- 1949/50 (III) Landesliga Niederrhein Gruppe 2. 11 miejsce
- 1950/51 (III) Landesliga Niederrhein Gruppe 2. 7 miejsce
- 1951/52 (III) Landesliga Niederrhein Gruppe 1. 6 miejsce
- 1952/53 (III) Landesliga Niederrhein Gruppe 2. 1 miejsce (mistrz, przegrywa baraże o awans do 2. Oberligi)
- 1953/54 (III) Landesliga Niederrhein Gruppe 2. 3 miejsce
- 1954/55 (III) Landesliga Niederrhein Gruppe 2. 1 miejsce (mistrz, przegrywa baraże o awans do 2. Oberligi)
- 1955/56 (III) Landesliga Niederrhein Gruppe 2. 5 miejsce (przeniesiony do nowej Verbandsligi Niederrhein)
- 1956/57 (III) Verbandsliga Niederrhein 4 miejsce
- 1957/58 (III) Verbandsliga Niederrhein 3 miejsce
- 1958/59 (III) Verbandsliga Niederrhein 5 miejsce
- 1959/60 (III) Verbandsliga Niederrhein 7 miejsce
- 1960/61 (III) Verbandsliga Niederrhein 4 miejsce
- 1961/62 (III) Verbandsliga Niederrhein 3 miejsce
- 1962/63 (III) Verbandsliga Niederrhein 1 miejsce (mistrz, przegrywa baraże o awans do Regionalligi)
- ---- reorganizacja rozgrywek piłkarskich w Niemczech ----
- 1963-64 (III) Verbandsliga Niederrhein 1 miejsce (mistrz, awans do Regionalligi)
- 1964-65 (II) Regionalliga West 18 miejsce (spadek do Verbandsligi)
- 1965-66 (III) Verbandsliga Niederrhein 15 miejsce (spadek do Landesligi)
- 1966-67 (IV) Landesliga Niederrhein Gruppe 2. 9 miejsce
- 1967-68 (IV) Landesliga Niederrhein Gruppe 2. 6 miejsce
- 1968-69 (IV) Landesliga Niederrhein Gruppe 2. 9 miejsce (połączył się z SpVgg Hochheide tworząc VfB Homberg)

## Sukcesy
- 1 sezon w Gaulidze Niederrhein (1. poziom): 1934/35.
- 1 sezon w Landeslidze Niederrhein (2. poziom): 1947/48.
- 1 sezon w Regionallidze West (2. poziom): 1964/65.
- 1 sezon w Bezirkslidze Niederrhein (3. poziom): 1948/49.
- 7 sezonów w Landeslidze Niederrhein (3. poziom): 1949/50-55/56.
- 9 sezonów w Verbandslidze Niederrhein (3. poziom): 1956/57-63/64 i 1965/66.
- 3 sezony w Landeslidze Niederrhein (4. poziom): 1966/67-68/69.
- amatorskie mistrzostwo Niemiec: 1953 (finał)
- mistrz Landesliga Niederrhein Gruppe 2 (3. poziom): 1953 i 1955 (przegrywa baraże o awans do 2. Oberligi West)
- mistrz Verbandsliga Niederrhein (3. poziom): 1963 (przegrywa baraże o awans do Regionalligi West) oraz 1964 (awans do Regionalligi West)